# Hunga (Népal)
Hunga (en népalais : हुँगा) est un comité de développement villageois du Népal situé dans le district de Gulmi. Au recensement de 2011, il comptait 3 284 habitants.